# Měřička
Měřička je stará česká míra plošného obsahu i objemu. Jednotka měla řadu alternativních názvů: mírka, čtvrtce, čtvrtka nebo čtvrtník.

## jednotka plošného obsahu
- jedna měřička = 177,3 metru čtverečního = 1/16 korce = 507 čtverečních loktů

## jednotka objemu
- jedna měřička = 5,812 litru = 1/16 korce

## Použitý zdroj
- Malý slovník jednotek měření, vydalo nakladatelství Mladá fronta v roce 1982, katalogové číslo 23-065-82